# Músculs intercostals interns
Els músculs intercostals interns (musculi intercostales interni) són un grup de músculs esquelètics situats entre les costelles, un dels tres grups de músculs intercostals que hi ha al tronc, juntament amb els intercostals externs i els intercostals mitjans. N'hi ha onze a cada banda.
Tenen l'origen a la part anterior de l'estern, en els espais intermedis entre els cartílags de les costelles veritables –cadascuna de les set costelles superiors–, i en els extrems anteriors dels cartílags de les costelles falses. S'estenen cap enrere i segueixen fins a la columna vertebral a través d'unes aponeurosis primes, les membranes intercostals posteriors.
Cada múscul sorgeix de la cresta de la superfície interna d'una costella –i del corresponent cartílag costal–, i s'insereix en la vora inferior de la costella superior. Els intercostals interns estan innervats pel nervi intercostal. Les seves fibres també es dirigeixen obliquament, i passen en una direcció oposada a les dels músculs intercostals externs.
En la seva major part, són músculs expiratoris. En l'expiració, les porcions interòssies dels músculs intercostals interns, (la part del múscul que es troba entre la porció d'os de les costelles superiors i inferiors), deprimeix i retreu les costelles, generant la compressió de la cavitat toràcica i l'expulsió d'aire. Els intercostals interns, però, només s'utilitzen en una exhalació intensa, com en l'acció de tossir o durant l'exercici; no pas en la respiració relaxada. Els músculs intercostals externs i la part intercartilaginosa dels músculs intercostals interns –la part del múscul que es troba entre la porció de cartílag de les costelles superiors i inferiors–, s'utilitzen en la inspiració, ja que ajuden en l'acció d'elevar les costelles i eixamplar la cavitat toràcica.

## Imatges

Posició dels músculs intercostals interns (en vermell). Animació
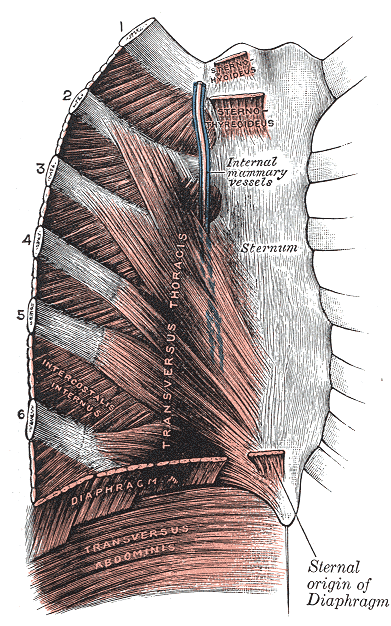
Superfície posterior de l'estern i cartílags costals; es mostra el triangular de l'estern. L'intercostal intern es visible a l'esquerra.
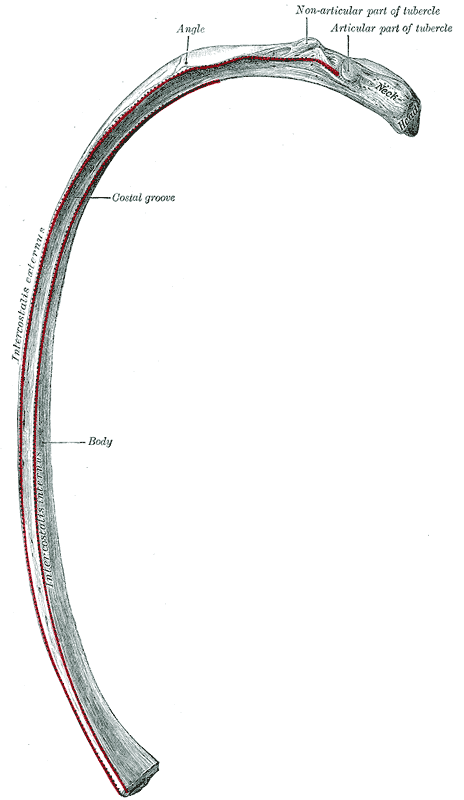
Una costella central de l'esquerra. Vista inferior.

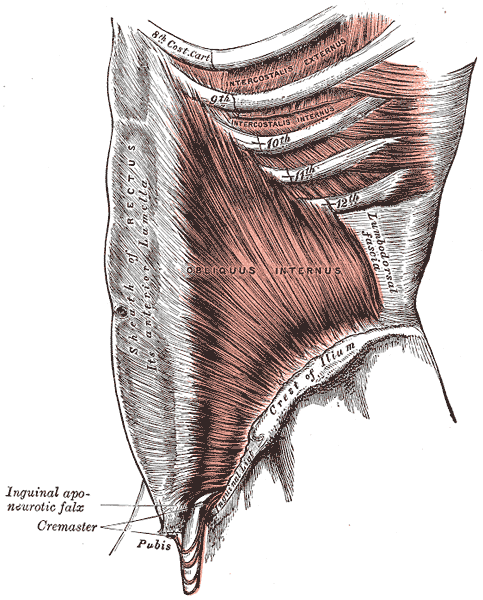
Múscul oblic intern de l'abdomen.
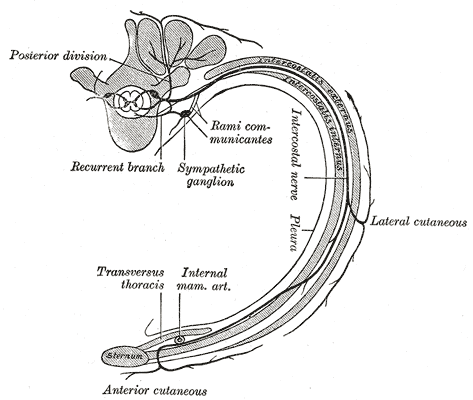
Diagrama de la trajectòria de les branques d'un nervi intercostal típic.
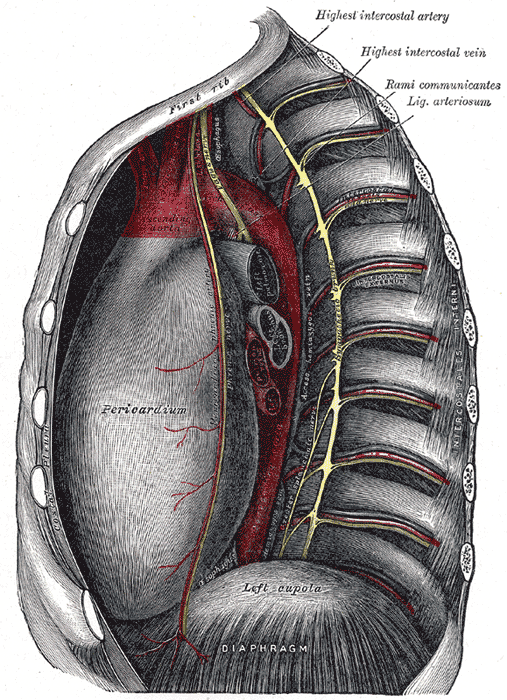
Thoracic portion of the sympathetic trunk.